# Amerongen

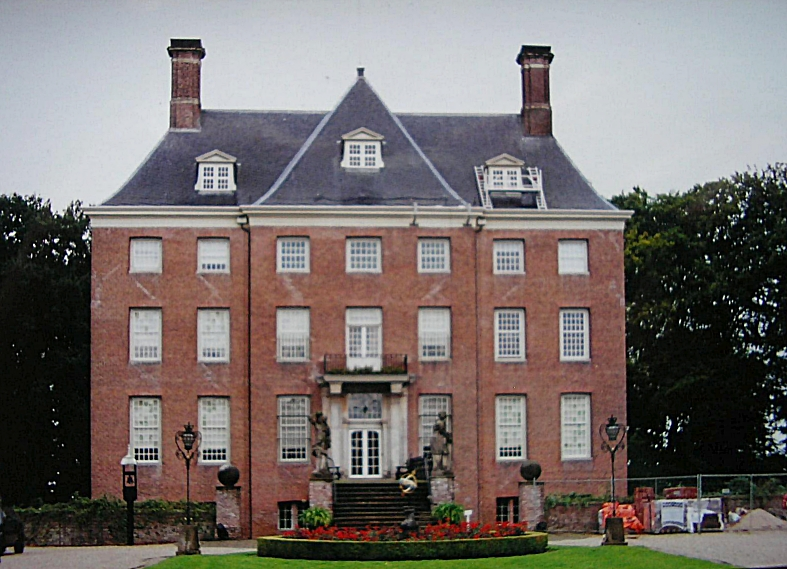
Amerongen slott.

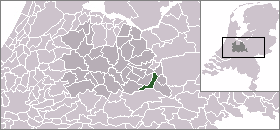
Amerongens läge.

Amerongen är en historisk kommun i provinsen Utrecht i Nederländerna. Kommunens totala area är 30,59 km² (där 1,19 km² är vatten) och invånarantalet är på 7 263 invånare (2005).